# Galium latifolium
Galium latifolium là một loài thực vật có hoa trong họ Thiến thảo. Loài này được Michx. mô tả khoa học đầu tiên năm 1803.